# Systegium squarrosum
Systegium squarrosum là một loài Rêu trong họ Pottiaceae. Loài này được (Nees & Hornsch.) Boulay miêu tả khoa học đầu tiên năm 1884.